# Танцуренко Василь Дмитрович
Танцуренко Василь Дмитрович — учасник німецько-радянської війни, Герой Радянського Союзу, один із широнінців.

## Біографія
Василь Танцуренко народився 5 березня 1913 року в селі Прилуки (нині — Хорольський район Приморського краю). До призову в армію працював у радгоспі, потім матросом у Далекосхідному морському пароплавстві. У 1937—1940 роках проходив службу в Робітничо-селянської Червоної Армії. У квітні 1942 року Танцуренко повторно був покликаний в армію. Спочатку служив в Амурській військової флотилії, але вже в тому ж році був направлений на фронт німецько-радянської війни. До березня 1943 гвардії червоноармієць Василь Танцуренко був стрільцем 78-го гвардійського стрілецького полку 25-ї гвардійської стрілецької дивізії 6-ї армії Південно-Західного фронту.
2—5 березня 1943 року Танцуренко в складі свого взводу, яким командував лейтенант Широнін, брав участь у відбитті контратак німецьких танкових і піхотних частин біля залізничного переїзду на південній околиці села Таранівка Зміївського району Харківської області Української РСР. У тих боях він загинув. Похований у братській могилі на місці бою.
Указом Президії Верховної Ради СРСР від 18 травня 1943 року за «зразкове виконання бойових завдань командування на фронті боротьби з німецькими загарбниками і проявлені при цьому мужність і героїзм» гвардії червоноармієць Василь Танцуренко посмертно був удостоєний звання Героя Радянського Союзу. Також посмертно був нагороджений орденом Леніна.